# ウィリアム・コリンズ・ホイットニー
ウィリアム・コリンズ・ホイットニー（William Collins Whitney, 1841年7月5日 - 1904年2月2日）は、アメリカ合衆国の弁護士、政治家、実業家。ホイットニー家の創設者。民主党の保守的改革主義者で、しばしばブルボン派と見なされる。事業家としては金属加工業で莫大な財を築き、「金属王」の異名を取った。

## 生涯

### 青年期
1841年、ホイットニーはマサチューセッツ州コンウェイにおいて、ピューリタンの家系に生まれた。ホイットニーは1863年にイェール大学を卒業した後、ハーバード大学で法律を学び、ニューヨーク市で弁護士業を開業した。

### 弁護士活動
ホイットニーはニューヨーク市の民主党系の政治団体タマニー協会とその政治的指導者ボス・ツウィードの一派に積極的な反対を示し、反タマニー派の組織で活動した。ホイットニーは1875年から1890年までアーヴィング協会に参加し、また1880年から1890年までカウンティ協会に参加した。だがそれらの組織が解散すると、次第にホイットニーはタマニー協会と一体視されるようになっていった。
1875年から1882年まで、ホイットニーはニューヨーク州内で法人弁護士として活動した。ホイットニーは都市に関する法律の成文化をもたらし、不正会計を中心とする犯罪の多くを暴露した。その総額は2000万ドルを超えた。

### 政治活動

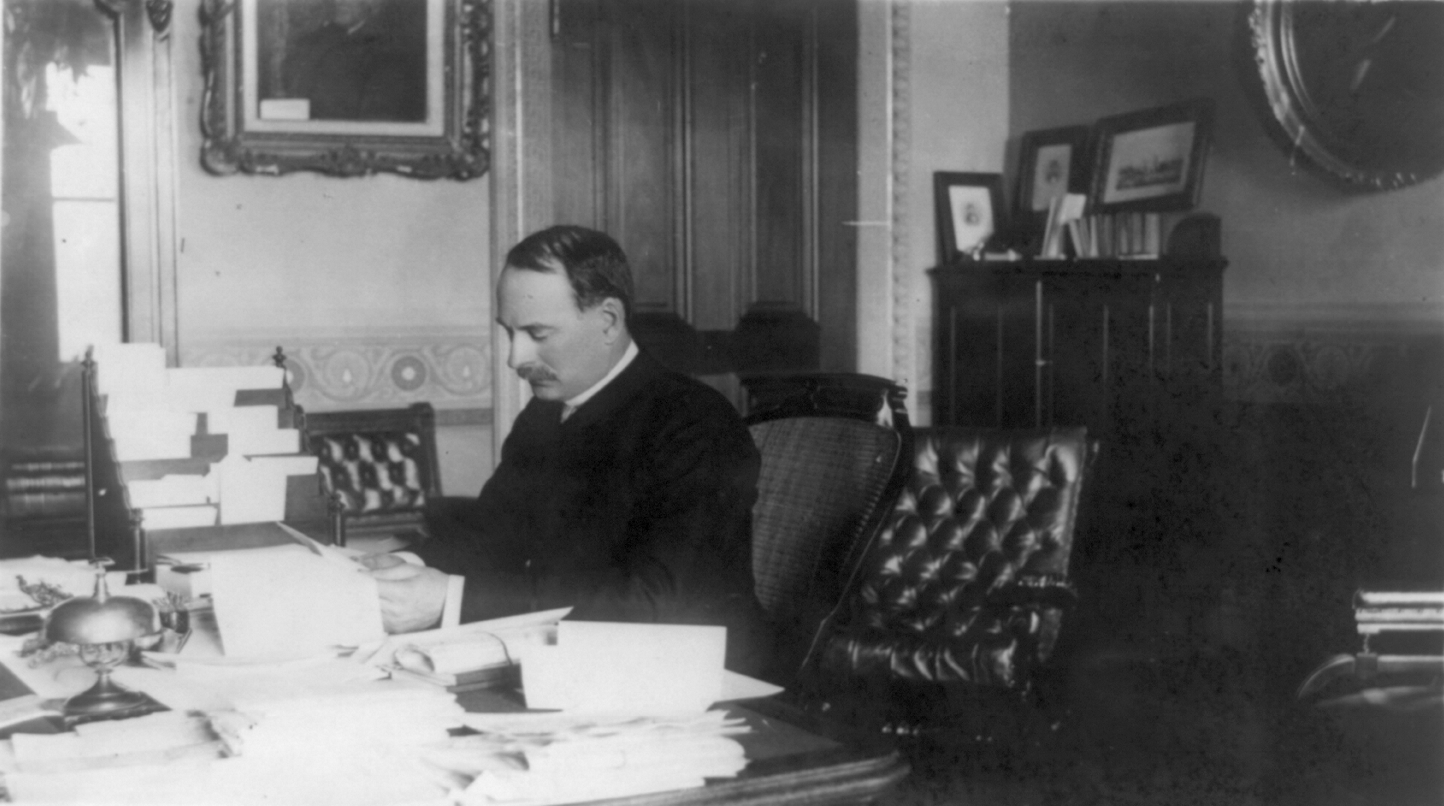
海軍長官時代のホイットニー

1885年、第1次グロバー・クリーブランド政権において、ホイットニーは海軍長官を任された。ホイットニーは合衆国海軍の拡張を念頭に置き、特に艦船に使用する板金を国内で生産することを奨励した。
1892年、ホイットニーは民主党の大統領候補としてクリーヴランドを擁立することを後押しし、続く同年の大統領選挙でクリーヴランドの当選に貢献した。しかしながら1896年の大統領選挙では、民主党の主流意見であった銀貨無制限鋳造に異を唱え、民主党候補ウィリアム・ブライアンの支援を拒絶した。ホイットニーはニューヨーク市内の公共交通機関の整備に強い関心を示し、メトロポリタンストリート鉄道の創設者の1人となった。

### 馬主
ホイットニーは1890年代から競馬にも興味を示し、1898年頃にロングアイランドの一角にウェストベリーステーブルを開業、競走馬の所有・生産を始めた。その頃すでに馬主として成功していたジェームズ・ロバート・キーンらと張り合い、ともにこの当時のアメリカ競馬の牽引役となった。
主にジョン・ロジャーズ調教師に所有馬を預託し、後のアメリカ殿堂馬アートフルを始めとした活躍馬にも多く恵まれた。このほかイギリスでの競馬にも興味を示し、1901年にはヴォロディオフスキーでイギリスダービーを制覇している。
これらの財産は後世のホイットニー家にも受け継がれ、ホイットニー家はその後もアメリカ競馬界に長く関与し続けた。

### 晩年
1904年、ホイットニーはニューヨーク市内で死去した。ホイットニーの遺体は同市ブロンクス区のウッドローン墓地に埋葬された。

## 家族
- 父親: ジェイムズ・スカレイ・ホイットニー (James Scollay Whitney, 1811-1878)
- 母親: フローラ・ペイン (Flora Payne, 1842-1893)
- 妻: アン・カロライン・ギルモア (Ann Caroline Gilmore, 1835-1873)
  - 結婚: 1869年10月20日、オハイオ州クリーブランドにて
- 子供:
  - ハリー・ペイン・ホイットニー (Harry Payne Whitney, 1872-1930)
  - ポーリン・ペイン・ホイットニー (Pauline Payne Whitney, 1874-1916)
  - ウィリアム・ペイン・ホイットニー (William Payne Whitney, 1876-1927)
  - オリヴァー・ホイットニー (Olive Whitney, 1878-1883)
  - ドロシー・ペイン・ホイットニー (Dorothy Payne Whitney, 1887-1968)
- 孫:
  - ベアトリス・ストレイト (Beatrice Whitney Straight, 1914-2001) ※ドロシーの娘、オスカー女優